# 蕭孚泗
蕭孚泗（？—1884年），字信卿，湖南湘乡人，清朝湘军将领。1853年，随罗泽南在湖北、江西攻打太平军。1856年，隶属曾国荃，历任参将、副将。1861年，攻破安庆，提升为总兵。1862年，作为前锋，围攻江寧。1863年，攻克雨花台，升任福建陸路提督。1864年7月，攻克江寧，之后俘获李秀成、洪仁达，賜封一等男爵，賜雙眼花翎。战后，丁忧归家。光緒十年，卒於家，諡壯肅。

## 延伸阅读
[在维基数据编辑]
 《清史稿·卷414》，出自趙爾巽《清史稿》